# Cireșel (okręg Caraș-Severin)
Cireșel – wieś w Rumunii, w okręgu Caraș-Severin, w gminie Cornereva. W 2011 roku liczyła 40 mieszkańców. 